# Клосон, Огаста
Огаста Г. Клосон (англ. Augusta H. Clawson) (умерла 13 мая 1997 г.) — американская писательница, автор книги Дневник женщины-сварщицы (Shipyard Diary of a Woman Welder), дневник, рассказывающий о её работе сварщицей в годы Второй мировой войны.
В свое время Клосон окончила учебное заведение Вассар. В 1943 году она была назначена в американское управление образования, работала «специальным агентом по обучению женщин военному производству», работала сварщицей на верфи Лебяжий остров (Swan Island shipyard) для того, чтобы понять трудности, с которыми сталкиваются трудящиеся женщины, поскольку многие женщины-сварщицы уезжали на работу вскоре после завершения обучения.
Её книги основаны на её личном опыте. Она написала книгу Дневник женщины — сварщицы, которая была опубликована в 1944 году в издательстве Penguin. Огаста Г. Клосон ушла в отставку с государственной службы в 1973 году.
Клосон подарила коллекцию предметов, которые остались у неё после работы сварщицей, в том числе её защитный шлем, Смитсоновскому Институту.